# بان‌سولاب کلب‌علی
 بان‌سولاب کلب‌علی ، روستایی است از توابع بخش گهواره و در شهرستان دالاهو استان کرمانشاه ایران.

## جمعیت
این روستا در دهستان قلخانی قرار داشته و بر اساس سرشماری سال ۱۳۸۵ جمعیت آن (۲۳خانوار) ۸۷نفر 
بوده است.